# 3520 Клопстег
3520 Клопстег (3520 Klopsteg) — астероїд головного поясу, відкритий 16 вересня 1952 року.
Тіссеранів параметр щодо Юпітера — 3,597.